# Sant Joan de Cornudell

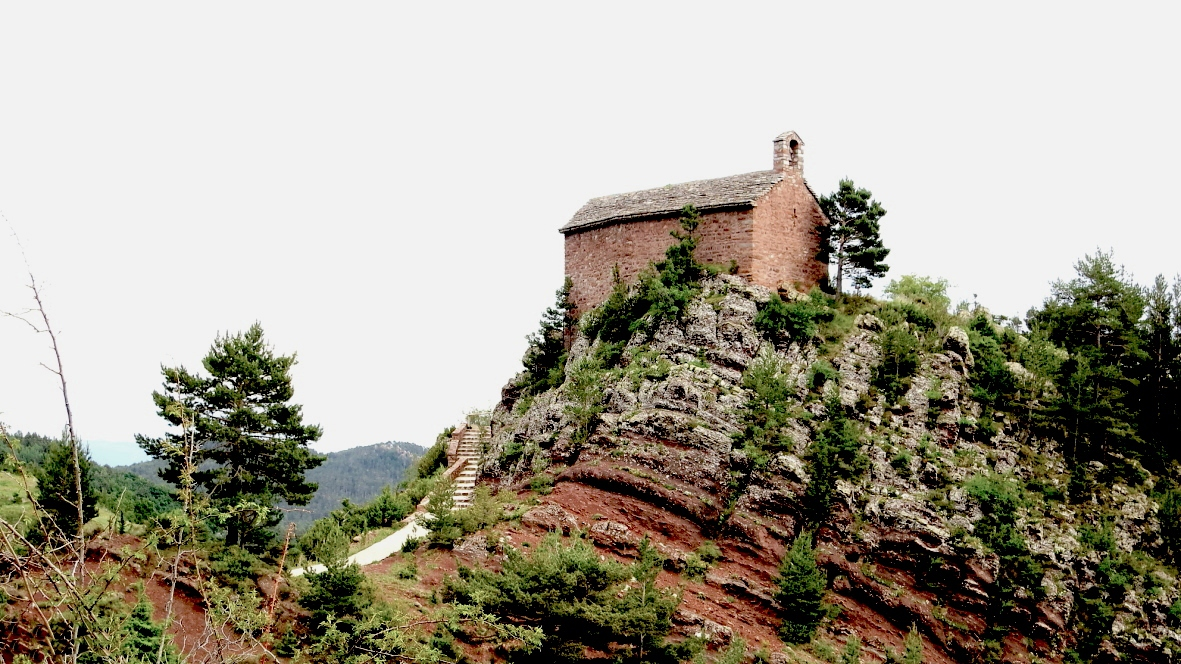
Sant Joan de Cornudell

Sant Joan de Cornudell ist eine kleine Kirche auf einer steilen rötlichen Felskuppe östlich des Ortes Castellar de n’Hug in der Comarca Berguedà in Katalonien (Spanien).
Sant Joan de Cornudell ist Teil der ehemaligen Baronie Mataplana und der kirchlichen Jurisdiktion des Bischofs von Urgell. Die erste Erwähnung erfolgte 921 als Besitz des Klosters Sant Joan de les Abadesses.
Die Kirche ist eine einfache Konstruktion der katalanischen Romanik und besteht aus einem einzigen Schiff mit einem Tonnengewölbe. Der östliche Teil des Gebäudes ist wahrscheinlich ein Anbau, der die ursprüngliche Apsis der Kirche ersetzte. Die Westwand wird von einer Espadanya, einem kleinen Glockenturm mit einer Öffnung gekrönt. Die Südwand mit dem Portal wird durch drei Stützpfeiler verstärkt. Das Portal aus Steinmauerwerk wird durch zwei Bögen gebildet. In der Wand neben dem Eingangsportal sind zwei Reihen in opus spicatum gemauert.
Die heute profanierte und 1999 restaurierte Kirche stammt möglicherweise aus dem 9. Jahrhundert.